# Masacre de la calle Juan B. Justo
La Masacre de la calle Juan B. justo o Masacre de San Nicolás se refiere a un hecho ocurrido  el 19 de noviembre de 1976 cuando fuerzas conjuntas del Ejército, la policía Federal y la policía bonaerense asesinaron en su casa de San Nicolás, Argentina, a Omar Darío Amestoy y María del Carmen Fettolini, junto con sus dos hijos, Fernando y María Eugenia Amestoy, de tres y cinco años y Ana María del Carmen Granada.
Ese día fuerzas conjuntas entraron disparando sus armas de fuego en una casa de San Nicolás, en la calle Juan B. Justo Nº 676, donde estaban Amestoy y Fettolini, con sus dos hijos pequeños, quienes murieron por los gases lacrimógenos. Granada por su parte logró envolver en un colchón a su hijo Manuel Goncalves Granada de 5 meses, y esconderlo en un armario, lo que finalmente lo salvó.
Los padres de Omar fueron engañados y maltratados por la policía federal del lugar. Posteriormente averiguaron dónde estaban enterrados los integrantes de la familia.

## Víctimas adultas

### Omar Darío Amestoy
“Adolfo” (4 de enero de 1945, Nogoyá - 19 de noviembre de 1976, San Nicolás) militó en el Ateneo Universitario y en Montoneros. Se recibió de escribano a los 23 años en la Facultad de Derecho de la UNL en Santa Fe. En Nogoyá, siendo jefe del Registro Automotor, Omar había conformado una agrupación que había instalado hornos en distintos barrios y fabricaban ladrillos para construir viviendas para la gente más necesitada.

### María del Carmen Fettolini
Era maestra jardinera y militante de la Juventud Peronista y Montoneros. En los meses previos al golpe de Estado, huyeron primero a Paraná, luego cruzaron a Santa Fe y finalmente se quedaron en San Nicolás.

### Ana Maria Del Carmen Granada Vera Goncalves
“Any” (14 de julio de 1952, Formosa, 19 de noviembre de 1976, San Nicolas) militante de la Juventud Peronista y Montoneros. Hacía trabajos de escenografía como egresada del Teatro Colón. Junto a su compañero Gastón Roberto José Gonçalvez fue alfabetizadora de la Dirección Nacional de Educación de Adultos en 1973 en la zona de Escobar, con la Juventud Peronista.

## Juicio
En 2012 condenaron a prisión perpetua al excoronel Manuel Fernando Saint Amant, principal responsable de la represión en la zona,  al coronel Antonio Federico Bossie, y al jefe de la Delegación de la Policía Federal de San Nicolás, Jorge Muñoz,  juzgados por homicidio agravado en los casos de la Masacre. También a Saint Amant, que era también juzgado en este proceso por otros numerosos crímenes.
El único sobreviviente del operativo fue Manuel Gonçalves Granada, que había sido trasladado al hospital municipal con graves problemas respiratorios y permaneció internado tres meses. Tiempo después fue entregado en adopción sin que se buscara a su familia biológica. Manuel fue localizado y en 1997, luego del análisis de ADN, supo quiénes eran sus verdaderos padres. Así comenzó su camino para reconstruir su identidad y buscar justicia por estos crímenes.  De niño, sufría anginas a repetición y cuando tenía fiebre alta, le decía a su madre de crianza: "Sacá a esos policías, sacá a esos soldados de mi habitación".

## Homenajes
- En San Nicolás todos los 19 de noviembre se conmemora el "Día de la Memoria", en recuerdo a la "Masacre de la calle J. B. Justo".[10]
- En 2012 se colocó en el cementerio de Nogoya, una placa para "Beba y Omar Amestoy", quienes lucharon 36 años en busca de justicia y verdad para su familia.[11]
- En 2013 impusieron los nombres de Omar Amestoy y María del Carmen Fettolini a dos calles públicas ubicadas en la manzana 151-2, entre Fitz Gerald y Concordia, en la zona norte de la ciudad de Nogoya.[12]

### Señalizan la Unidad Penal 3
El 19 de noviembre de 2013 la Secretaría de Derechos Humanos de la Nación señalizó a la Unidad Penal 3 (UP3) de San Nicolás por su funcionamiento como centro de detención clandestino durante la dictadura. Dependiente del Servicio Penitenciario Bonaerense, fue utilizada para la detención de hombres y mujeres perseguidos por razones políticas. Posteriormente, una vivienda contigua a la cárcel fue utilizada como centro clandestino de detención y torturas.

### "Ausencias"
Gustavo Germano es el autor de una serie de fotos denominada Ausencias. El fotógrafo tomó varias imágenes familiares de detenidos desaparecidos y las recreó, tratando de respetar escenarios y detalles. El resultado destaca lo que no está en las fotos nuevas,  la figura del secuestrado desaparecido. En febrero de 2008, se inauguró  la muestra en el Centro Cultural Recoleta con la presencia de la presidenta Cristina Fernández de Kirchner. En una de la  14 gigantografías  se puede ver a Omar Darío y Mario Amestoy y luego la imagen con Mario solo.